# 도요하시 철도
도요하시 철도(일본어: 豊橋鉄道)는 일본의 철도 및 노면전차 회사다. 아이치현 도요하시시와 다하라시에서 철도, 도요하시시에서는 노면전차를 운영한다. 나고야 철도의 연결 자회사다. 본사는 아이치현 도요하시의 도요하시역 앞에 있는 도요테쓰 터미널 빌딩에 소재한다. 약칭이자 애칭은 도요테쓰(豊鉄)다.